# Krista Siegfrids
Kristin "Krista" Siegfrids este o cântăreață finlandeză care a reprezentat Finlanda la Concursul Muzical Eurovision 2013 cu piesa Marry Me.

## Carieră muzicală
Siegfrids și-a început cariera muzicală în propria ei trupă Daisy Jack în 2009.Primul ei single a fost Perfect Crime, lansat în octombrie 2011. A jucat și într-un muzical Play Me în perioada 2009-2010, la teatru suedez din Helsinki. În perioada 2010-2011 ea a participat la primul sezon al vocei finlandei,însă nu s-a calificat în finală.

## Eurovision 2013
Siegfrids a participat la „Uuden Musiikin Kilpailu” 2013, procesul de selecție a melodiei participante în Finlanda, unde a primit maximiul de puncte din partea juriului și a publicului.